# Mario Pezzi
Mario Pezzi (Gottolengo, 19 de septiembre de 1941) es un presbítero italiano, teólogo, parte del grupo de Catequistas Itinerantes Internacionales e iniciador del Camino Neocatecumenal junto con Kiko Argüello y Carmen Hernández (hasta el fallecimiento de esta).

## Vida
Entró en el seminario de los padres combonianos con diez años, en 1951, siendo ordenado presbítero en la década de los sesenta y destinado a una parroquia de la diócesis. Al poco tiempo de estar al frente de su destino parroquial recibió noticias de dicha realidad católica, a la cual prestó atención.
Así pues, se adhirió al recién nacido Camino Neocatecumenal en 1970. Allí le fue encomendada la misión de ser quien representara a la curia en el equipo responsable del Camino. De hecho, pronto se convertiría en el presbítero del Equipo responsable internacional del Camino, uniéndose a sus iniciadores: Kiko Argüello y Carmen Hernández. En 1979, junto a Kiko y Carmen, tendrá su primer encuentro con el papa Juan Pablo II en Castelgandolfo.
Hoy en día, su labor dentro del Camino Neocatecumenal es la de representar la visión teológico-pastoral dentro del equipo responsable y de ser la figura que simbolice también a los sacerdotes y personas consagradas que forman parte de esta realidad eclesial.